# Juan Pablo Geretto
Juan Pablo Geretto (Junín, 10 de febrero de 1974) es un actor, humorista, guionista y director de teatro argentino.

## Biografía
Nació en la ciudad de Junín (en el norte de la provincia de Buenos Aires). Vivió su infancia y adolescencia en la ciudad de Gálvez (en el centro de la provincia de Santa Fe), donde desde los 8 años integró diferentes grupos de teatro independiente, con quienes realizó varias obras de teatro y participó también de muchos encuentros regionales. A los 17 años se mudó a la ciudad de Rosario, donde empezó a explorar el transformismo y durante años se dedicó casi exclusivamente a espectáculos de café concert.
En 1999 estrenó Solo como una perra, su primer unipersonal como actor y autor, y con el cual estaría 11 años consecutivos en cartel. En el año 2001 esta obra ganó el premio Estrella de Mar al mejor espectáculo unipersonal en la ciudad de Mar del Plata. 
En 2002, esta misma obra ganó los premios Bamba y Carlos, también como mejor unipersonal, en Villa Carlos Paz (provincia de Córdoba).
En 2003 estrena en Mar del Plata la obra Manicomic. un espectáculo de varieté con el elenco de los ganadores del concurso televisivo «Comic 2002», segmento del programa VideoMatch.
En 2004 Juan Pablo Geretto estrenó Como quien oye llover, su segunda obra unipersonal como autor y actor, en el Fórum Universal de las Culturas celebrado en Barcelona, España. En 2005 lo estrenó en Rosario y en 2007 en Buenos Aires. En 2008, Geretto fue nominado a los premios Clarín como mejor unipersonal y mejor actor por Como quien oye llover. En 2010 el espectáculo obtuvo 4 nominaciones al premio Estrella de Mar: «actuación protagónica masculina de comedia», «diseño de iluminación», «diseño de vestuario», y ganó la terna de «espectáculo de humor unipersonal».
En 2006 participó en la película 10.000 atados de Daniel Mancini y en 2007 participó en A cada lado dirigida por Hugo Grosso.
En 2007, Solo como una perra fue el espectáculo elegido para cerrar la segunda edición de la Feria del Humor en Rosario, función que se realizó en el Monumento a la Bandera con una convocatoria de 18 000 personas.
En 2010 estrenó en el Multiteatro (Buenos Aires) Yo amo a mi maestra normal como autor, director y actor. La música fue grabada por la compositora y cantante Laura Ros.
Este espectáculo obtuvo 4 nominaciones al premio Estrella de Mar 2011 en las ternas: «dirección», «labor cómica masculina» y «Argentores premio autor nacional 2011» y «espectáculo de humor unipersonal», ganando las últimas dos.
En 2011 obtuvo también una mención especial al Premio Municipal de Cultura José María Vilches en la ciudad de Mar del Plata y fue elegido como uno de los cinco espectáculos unipersonales más importantes de la década por la Fundación Konex.
En 2012 estrenó Rain Man junto al actor Fabián Vena y con dirección de Alejandra Ciurlanti. Esta obra de teatro fue nominada al premio María Guerrero 2012 como «actor protagónico» y ganó el premio Ace 2012 en la terna «mejor actor en comedia dramática».
En 2013, Geretto fue integrante del elenco de la telenovela Vecinos en guerra, ganando el premio Martín Fierro ese año como revelación. Otras participaciones en televisión fueron en los programas: Showmatch, Mañanas informales, Circo criollo, El puntero, Historia clínica.

## Trabajos

### Teatro
- 2003: Manicomic (actor).
- 2005: Rain man (actor).
- 2006-2007: Solo como una perra (autor, actor).
- 2008-2013: Como quien oye llover (autor, actor).
- 2009: Yo amo a mi maestra normal (autor, actor).
- 2015: Como quien oye llover (autor, actor).
- 2015 (a partir de octubre): Yo amo a mi maestra normal (autor, actor).

### Televisión
- 2003-2005: Videomatch (Telefe).
- 2005-2006: Circo criollo (Canal 9
- 2007-2008: Mañanas informales (Canal 13).
- 2011: El puntero (Canal 13).
- 2013: Historia clínica (Telefe), episodio «José de San Martín: “La cordillera no fue su único obstáculo”».
- 2013-2014: Los vecinos en guerra (Telefe).
- 2017: Supermax (Rede Globo) / (TV Pública).
- 2018: Edha (Netflix).

### Radio
- 2010: ¡Arriba Juan! (Radio 2 de Rosario, AM 1230), conducción.

## Premios y nominaciones
| Premio:              | Categoría: | Participación         | Año:      | Resultado |
| -------------------- | ---------- | --------------------- | --------- | --------- |
| Premio Martín Fierro | Revelación | Los vecinos en guerra | 2013/2014 | Ganador   |